# Paul Römer (regista)
Paul Römer (Amsterdam, 2 aprile 1928 – Hilversum, 30 ottobre 2007) è stato un regista televisivo olandese.
Paul Römer era il fratello gemello dell'attore Piet Römer. Dal 1959, lavorò come cameraman per il programma televisivo Sport in Beeld. Poco dopo, fu promosso a direttore dei reportage sportivi per lo stesso programma e successivamente per Studio Sport. Si dedicò al biliardo, al calcio e agli sport equestri, e a eventi come il Gran Premio motociclistico d'Olanda e i campionati del Mondo di tiro a quattro. Collaborò spesso con il giornalista Hans Eijsvogel. Paul Römer fu Cavaliere dell'Ordine di Orange-Nassau.
Paul Römer si ritirò nel 1993. Morì all'età di 79 anni per complicazioni dovute a una malattia polmonare.